# Campionat del món d'escacs de 1954
El Campionat del món d'escacs de 1954 va ser un matx entre el reptador Vassili Smislov de la Unió Soviètica i el seu compatriota i campió defensor Mikhaïl Botvínnik. El matx es va jugar a Moscou, Rússia. La primera partida va començar el 16 de març de 1954, i la darrera va començar el 13 de maig. A causa de l'empat final a 12 punts, Botvínnik va retenir el seu títol.

## Torneig Interzonal
El Torneig Interzonal es va disputar a la ciutat sueca de Saltsjöbaden entre setembre i octubre de l'any 1952.
En principi, només els cinc primers es classificaven per a la següent fase, un Torneig de Candidats amb dotze jugadors, però quatre jugadors empataren al cinquè lloc, i els desempats eren tan ajustats que finalment tots quatre foren inclosos. Al torneig hi va haver certa controvèrsia deguda al fet que els cinc soviètics varen ocupar les cinc primeres posicions, havent entaulat totes i cadascuna de les partides que els enfrontaven entre ells, algunes després de molt poques jugades. Originalment, l'Interzonal havia de tenir 22 jugadors, però l'argentí Julio Bolbochán va patir una hemorràgia i va haver de retirar-se després d'ajornar la primera partida.
| Núm. | Jugador              | 1 | 2 | 3 | 4 | 5 | 6 | 7 | 8 | 9 | 10 | 11 | 12 | 13 | 14 | 15 | 16 | 17 | 18 | 19 | 20 | 21 | Total |
| ---- | -------------------- | - | - | - | - | - | - | - | - | - | -- | -- | -- | -- | -- | -- | -- | -- | -- | -- | -- | -- | ----- |
| 1    | Aleksandr Kótov      | - | ½ | ½ | ½ | ½ | 1 | ½ | 1 | 1 | 1  | ½  | 1  | ½  | 1  | 1  | 1  | 1  | 1  | 1  | 1  | 1  | 16½   |
| 2    | Tigran Petrossian    | ½ | - | ½ | ½ | ½ | ½ | ½ | 1 | ½ | ½  | 1  | ½  | ½  | ½  | 1  | 1  | ½  | 1  | 1  | 1  | ½  | 13½   |
| 3    | Mark Taimànov        | ½ | ½ | - | ½ | ½ | ½ | ½ | ½ | 1 | ½  | ½  | ½  | 1  | 1  | 1  | ½  | 1  | ½  | ½  | 1  | 1  | 13½   |
| 4    | Iefim Hèl·ler        | ½ | ½ | ½ | - | ½ | 0 | 1 | 0 | 1 | ½  | ½  | 1  | ½  | ½  | 1  | ½  | 1  | 1  | 1  | 1  | ½  | 13    |
| 5    | Iuri Averbakh        | ½ | ½ | ½ | ½ | - | 1 | 0 | ½ | ½ | ½  | ½  | ½  | 1  | ½  | ½  | 1  | ½  | 1  | 1  | 1  | ½  | 12½   |
| 6    | Svetozar Gligorić    | 0 | ½ | ½ | 1 | 0 | - | 0 | ½ | 0 | ½  | ½  | ½  | 1  | 1  | ½  | 1  | 1  | 1  | 1  | 1  | 1  | 12½   |
| 7    | Gideon Ståhlberg     | ½ | ½ | ½ | 0 | 1 | 1 | - | 0 | ½ | ½  | ½  | ½  | ½  | 1  | 1  | 1  | 0  | 1  | ½  | ½  | 1  | 12½   |
| 8    | László Szabó         | 0 | 0 | ½ | 1 | ½ | ½ | 1 | - | ½ | 1  | ½  | ½  | ½  | ½  | 1  | 1  | ½  | ½  | 1  | ½  | 1  | 12½   |
| 9    | Wolfgang Unzicker    | 0 | ½ | 0 | 0 | ½ | 1 | ½ | ½ | - | ½  | ½  | 0  | 1  | ½  | ½  | 1  | 1  | 1  | ½  | 1  | 1  | 11½   |
| 10   | Erich Eliskases      | 0 | ½ | ½ | ½ | ½ | ½ | ½ | 0 | ½ | -  | 1  | ½  | 0  | ½  | 0  | ½  | 1  | ½  | 1  | 1  | 1  | 10½   |
| 11   | Luděk Pachman        | ½ | 0 | ½ | ½ | ½ | ½ | ½ | ½ | ½ | 0  | -  | 0  | ½  | ½  | 1  | ½  | ½  | 1  | 1  | ½  | ½  | 10    |
| 12   | Herman Pilnik        | 0 | ½ | ½ | 0 | ½ | ½ | ½ | ½ | 1 | ½  | 1  | -  | 0  | ½  | ½  | ½  | 1  | 0  | ½  | ½  | 1  | 10    |
| 13   | Herman Steiner       | ½ | ½ | 0 | ½ | 0 | 0 | ½ | ½ | 0 | 1  | ½  | 1  | -  | ½  | 0  | 0  | 1  | 1  | ½  | 1  | 1  | 10    |
| 14   | Aleksandar Matanović | 0 | ½ | 0 | ½ | ½ | 0 | 0 | ½ | ½ | ½  | ½  | ½  | ½  | -  | 0  | ½  | 1  | ½  | 1  | ½  | 1  | 9     |
| 15   | Gedeon Barcza        | 0 | 0 | 0 | 0 | ½ | ½ | 0 | 0 | ½ | 1  | 0  | ½  | 1  | 1  | -  | 1  | ½  | 0  | 0  | 1  | ½  | 8     |
| 16   | Gösta Stoltz         | 0 | 0 | ½ | ½ | 0 | 0 | 0 | 0 | 0 | ½  | ½  | ½  | 1  | ½  | 0  | -  | 0  | 1  | 1  | ½  | 1  | 7½    |
| 17   | Luis Augusto Sánchez | 0 | ½ | 0 | 0 | ½ | 0 | 1 | ½ | 0 | 0  | ½  | 0  | 0  | 0  | ½  | 1  | -  | ½  | 0  | 1  | 1  | 7     |
| 18   | Robert Wade          | 0 | 0 | ½ | 0 | 0 | 0 | 0 | ½ | 0 | ½  | 0  | 1  | 0  | ½  | 1  | 0  | ½  | -  | ½  | 0  | 1  | 6     |
| 19   | Povilas Vaitonis     | 0 | 0 | ½ | 0 | 0 | 0 | ½ | 0 | ½ | 0  | 0  | ½  | ½  | 0  | 1  | 0  | 1  | ½  | -  | ½  | 0  | 5     |
| 20   | Harry Golombek       | 0 | 0 | 0 | 0 | 0 | 0 | ½ | ½ | 0 | 0  | ½  | ½  | 0  | ½  | 0  | ½  | 0  | 1  | ½  | -  | 0  | 4½    |
| 21   | Lodewijk Prins       | 0 | ½ | 0 | ½ | ½ | 0 | 0 | 0 | 0 | 0  | ½  | 0  | 0  | 0  | ½  | 0  | 0  | 0  | 1  | 1  | -  | 4½    |

## Torneig de Candidats
Els vuit millors de l'Interzonal, els cinc millors situats al Torneig de Candidats passat i els qui no van poder participar en el Torneig de Candidats anterior (Samuel Reshevsky i Max Euwe), van jugar un torneig per sistema de tots contra tots a doble ronda, a la ciutat suïssa de Zúric, i el guanyador obtingué el dret de jugar pel Campionat delm ón contra Mikhaïl Botvínnik el 1954.
Originalment, s'havia planejat que el torneig es jugués amb els següents participants: els cinc millors de l'Interzonal, els cinc millors del Torneig de Candidats passat i els que no van poder participar del torneig passat, cosa que totalitzava 12 jugadors. Com que en el 5è lloc hi va haver un quàdruple empat, tots van ser inclosos, de manera que el nombre de jugadors va incrementar-se fins a 15. L'alt cost d'aquest torneig va fer que disminuïssin les quotes per al següent torneig.
Smislov es va classificar per jugar la final del campionat del món, en imposar-se al Torneig de Candidats disputat a Zúric el 1953.
| Núm. | Jugador            | 1   | 2   | 3   | 4   | 5   | 6   | 7   | 8   | 9   | 10  | 11  | 12  | 13  | 14  | 15  | Total |
| ---- | ------------------ | --- | --- | --- | --- | --- | --- | --- | --- | --- | --- | --- | --- | --- | --- | --- | ----- |
| 1    | Vassili Smislov    | –   | ½ ½ | 1 1 | ½ 1 | ½ ½ | 1 1 | ½ ½ | ½ 0 | ½ ½ | ½ ½ | ½ ½ | ½ ½ | 1 ½ | 1 1 | 1 ½ | 18    |
| 2    | David Bronstein    | ½ ½ | -   | 1 ½ | 1 1 | ½ ½ | ½ 0 | ½ ½ | ½ ½ | 1 ½ | ½ ½ | ½ ½ | 0 1 | 1 ½ | ½ ½ | ½ ½ | 16    |
| 3    | Paul Keres         | 0 0 | 0 ½ | -   | ½ ½ | ½ 1 | ½ 1 | ½ ½ | ½ ½ | ½ ½ | 0 ½ | 1 1 | 1 ½ | ½ 1 | ½ ½ | 1 1 | 16    |
| 4    | Samuel Reshevsky   | ½ 0 | 0 0 | ½ ½ | -   | ½ ½ | ½ ½ | ½ ½ | 1 0 | ½ ½ | ½ 1 | ½ 1 | 1 ½ | ½ 1 | 1 1 | 1 ½ | 16    |
| 5    | Tigran Petrossian  | ½ ½ | ½ ½ | ½ 0 | ½ ½ | -   | ½ ½ | 0 ½ | ½ ½ | 0 0 | ½ ½ | ½ ½ | 1 1 | ½ 1 | 1 ½ | 1 1 | 15    |
| 6    | Iefim Hèl·ler      | 0 0 | ½ 1 | ½ 0 | ½ ½ | ½ ½ | -   | 1 1 | ½ 0 | 0 1 | ½ ½ | 0 1 | 1 ½ | ½ 1 | 0 1 | ½ ½ | 14½   |
| 7    | Miguel Najdorf     | ½ ½ | ½ ½ | ½ ½ | ½ ½ | 1 ½ | 0 0 | -   | 1 ½ | 1 ½ | ½ 0 | ½ ½ | ½ ½ | ½ ½ | 0 ½ | 1 1 | 14½   |
| 8    | Aleksandr Kótov    | ½ 1 | ½ ½ | ½ ½ | 0 1 | ½ ½ | ½ 1 | 0 ½ | -   | 1 0 | 1 ½ | 0 0 | 1 0 | 1 ½ | 0 ½ | 0 1 | 14    |
| 9    | Mark Taimànov      | ½ ½ | 0 ½ | ½ ½ | ½ ½ | 1 1 | 1 0 | 0 ½ | 0 1 | -   | 1 0 | ½ ½ | ½ ½ | ½ 0 | 0 ½ | 1 1 | 14    |
| 10   | Iuri Averbakh      | ½ ½ | ½ ½ | 1 ½ | 0 ½ | ½ ½ | ½ ½ | 1 ½ | 0 ½ | 0 1 | -   | ½ ½ | ½ ½ | 0 ½ | 1 1 | 0 0 | 13½   |
| 11   | Issaak Boleslavski | ½ ½ | ½ ½ | 0 0 | ½ 0 | ½ ½ | 1 0 | ½ ½ | 1 1 | ½ ½ | ½ ½ | -   | ½ 0 | ½ ½ | ½ 1 | ½ ½ | 13½   |
| 12   | László Szábo       | ½ ½ | 1 0 | 0 ½ | 0 ½ | 0 0 | 0 ½ | ½ ½ | 0 1 | ½ ½ | ½ ½ | ½ 1 | -   | 1 ½ | ½ ½ | 1 ½ | 13    |
| 13   | Svetozar Gligorić  | 0 ½ | 0 ½ | ½ 0 | ½ 0 | ½ 0 | ½ 0 | ½ ½ | 0 ½ | ½ 1 | 1 ½ | ½ ½ | 0 ½ | -   | ½ 1 | 1 1 | 12½   |
| 14   | Max Euwe           | 0 0 | ½ ½ | ½ ½ | 0 0 | 0 ½ | 1 0 | 1 ½ | 1 ½ | 1 ½ | 0 0 | ½ 0 | ½ ½ | ½ 0 | -   | 1 ½ | 11½   |
| 15   | Gideon Ståhlberg   | 0 ½ | ½ ½ | 0 0 | 0 ½ | 0 0 | ½ ½ | 0 0 | 1 0 | 0 0 | 1 1 | ½ ½ | 0 ½ | 0 0 | 0 ½ | -   | 8     |

## Matx
El matx va ser jugat al millor de 24 partides, amb les victòries comptant 1 punt, els empats ½ punt, i les derrotes 0, i acabaria quan un jugador arribés a 12½ punts o més. Si el matx acabés en un empat 12-12, el campió defensor (Botvínnik) retindria el títol.
Abans del començament es va produir una discussió, ja que Smislov preferia com a data per a la primera partida el 15 d'abril. Finalment es va imposar el criteri del campió, que va imposar una data més primerenca per evitar la calor del juny a Moscou.
El resultat final va ser d'empat, 12-12, igual que a l'anterior matx amb Bronstein, però en aquest cas Botvínnik mai va estar en perill de ser derrotat, ja que sempre va tenir el marcador a favor després de començar amb 3½ punts en les quatre primeres partides.
| Jugador           | 1 | 2 | 3 | 4 | 5 | 6 | 7 | 8 | 9 | 10 | 11 | 12 | 13 | 14 | 15 | 16 | 17 | 18 | 19 | 20 | 21 | 22 | 23 | 24 | Total |
| ----------------- | - | - | - | - | - | - | - | - | - | -- | -- | -- | -- | -- | -- | -- | -- | -- | -- | -- | -- | -- | -- | -- | ----- |
| Mikhaïl Botvínnik | 1 | 1 | ½ | 1 | ½ | ½ | 0 | ½ | 0 | 0  | 0  | 1  | 1  | 0  | 1  | 1  | ½  | ½  | ½  | 0  | ½  | ½  | 0  | ½  | 12    |
| Vassili Smislov   | 0 | 0 | ½ | 0 | ½ | ½ | 1 | ½ | 1 | 1  | 1  | 0  | 0  | 1  | 0  | 0  | ½  | ½  | ½  | 1  | ½  | ½  | 1  | ½  | 12    |

Smislov va haver d'esperar al matx de 1957 per obtenir el títol, tot i que Botvínnik el va poder recuperar al matx revenja de 1958. La FIDE havia introduït aquesta nova clàusula el 1956 a instàncies del mateix Botvínnik.